# خط سكة حديد من زرالدة إلى بئر توتة
خط سكة حديد من زرالدة إلى بئر توتة هو خط سكة حديد يقع في ولاية الجزائر.

## الخط

### خصائص الخط
يبلغ طول الخط المزدوج 21 كلم، وهو مكهرب بكمون 25 كيلوفولت وتردد 50 هرتز

### محطات الخط
إضافة إلى المحطة الموجودة في بئر توتة، فإن هذا الخط سيتضمن أربع محطات جديدة هي: تسالة المرجة، جامعة سيدي عبد الله، سيدي عبد الله وزرالدة.
|  |   |  | محطات القطار                  | البلديات      | الربط بالقطار والترامواي                                                   | الربط بالمترو |
|  | - |  | ----------------------------- | ------------- | -------------------------------------------------------------------------- | ------------- |
|  | ● |  | محطة قطار زرالدة              | زرالدة        | • خط سكة حديد من زرالدة إلى عين البنيان • خط سكة حديد من زرالدة إلى تيبازة |               |
|  | ● |  | محطة قطار سيدي عبد الله       | المحالمة      |                                                                            |               |
|  | ● |  | محطة قطار جامعة سيدي عبد الله | سيدي عبد الله |                                                                            |               |
|  | ● |  | محطة قطار تسالة المرجة        | تسالة المرجة  |                                                                            |               |
|  | ● |  | محطة قطار بئر توتة            | بئر توتة      | • خط سكة حديد من بئر توتة إلى الحراش • خط سكة حديد من بئر توتة إلى العفرون |               |

## وصلات خارجية
- الموقع الرسمي للشركة الوطنية للنقل بالسكك الحديدية
- الموقع الرسمي لولاية الجزائر